# ATC (V)
Jest to część klasyfikacji anatomiczno-terapeutyczno-chemicznej:
- A – Przewód pokarmowy i metabolizm
- B – Krew i układ krwiotwórczy
- C – Układ sercowo-naczyniowy
- D – Dermatologia
- G – Układ moczowo-płciowy i hormony płciowe
- H – Leki hormonalne do stosowania wewnętrznego (bez hormonów płciowych)
- J – Leki stosowane w zakażeniach (przeciwinfekcyjne)
- L – Leki przeciwnowotworowe i immunomodulujące
- M – Układ mięśniowo-szkieletowy
- N – Ośrodkowy układ nerwowy
- P – Leki przeciwpasożytnicze, owadobójcze i repelenty
- R – Układ oddechowy
- S – Narządy wzroku i słuchu
- V – Różne (varia)

Obejmuje ona różne leki nie podlegające pod wcześniejsze kategorie:
- V – Różne
  - V 01 – Alergeny
  - V 03 – Pozostałe środki lecznicze
  - V 04 – Środki diagnostyczne
  - V 06 – Preparaty żywieniowe
  - V 07 – Wszystkie inne preparaty nieterapeutyczne
  - V 08 – Środki cieniujące
  - V 09 – Radiofarmaceutyki diagnostyczne
  - V 10 – Radiofarmaceutyki lecznicze
  - V 20 – Opatrunki chirurgiczne

## V 01 –Alergeny
- V 01 A – Alergeny
  - V 01 AA – Wyciągi alergenów

## V 03 –Pozostałe środki lecznicze
- V 03 A – Pozostałe środki lecznicze
  - V 03 AB – Antidota
  - V 03 AC – Środki chelatujące żelazo
  - V 03 AE – Leki stosowane w leczeniu hiperkaliemii i hiperfosfatemii
  - V 03 AF – Leki osłaniające stosowane w chemioterapii przeciwnowotworowej
  - V 03 AG – Preparaty stosowane w hiperkalcemii
  - V 03 AH – Leki stosowane w leczeniu hipoglikemii
  - V 03 AK – Środki zlepiające tkanki
  - V 03 AM – Leki do nacierania
  - V 03 AN – Gazy medyczne
  - V 03 AX – Inne produkty terapeutyczne
  - V 03 AZ – Środki działające depresyjnie na układ nerwowy

## V 04 –Środki diagnostyczne
- V 04 B – Testy do badania moczu
- V 04 C – Inne środki diagnostyczne
  - V 04 CA – Testy na cukrzycę
  - V 04 CB – Testy na wchłanianie tłuszczów
  - V 04 CC – Testy drożności dróg żółciowych
  - V 04 CD – Testy czynności przysadki mózgowej
  - V 04 CE – Testy czynności wątroby
  - V 04 CF – Testy do diagnozy gruźlicy
  - V 04 CG – Testy wydzielania żołądkowego
  - V 04 CH – Testy czynności nerek
  - V 04 CJ – Testy czynności tarczycy
  - V 04 CK – Testy czynności trzustki
  - V 04 CL – Testy na choroby alergiczne
  - V 04 CM – Testy stosowane w zaburzeniach płodności
  - V 04 CX – Inne testy diagnostyczne

## V 06 –Preparaty i produkty do żywienia
Klasa ta systematyzuje preparaty stosowane w leczeniu żywieniowym.
Cechą szczególną tej grupy ATC jest brak nazw międzynarodowych dla preparatów stosowanych w leczeniu żywieniowym do niej zaklasyfikowanych.
- V 06 A – Diety stosowane w leczeniu otyłości
  - V 06 AA – Diety niskokaloryczne
- V 06 B – Suplementy białkowe
- V 06 C – Preparaty stosowane w żywieniu niemowląt
  - V 06 CA – Preparaty nie zawierające fenyloalaniny
- V 06 D – Pozostałe preparaty i produkty do żywienia
  - V 06 DA – Połączenia węglowodanów, białek, związków mineralnych, witamin
  - V 06 DB – Połączenia lipidów, węglowodanów, białek, związków mineralnych, witamin
  - V 06 DC – Węglowodany
  - V 06 DD – Preparaty aminokwasów, w tym połączenia z polipeptydami
  - V 06 DE – Połączenia aminokwasów, węglowodanów, związków mineralnych, witamin
  - V 06 DF – Preparaty i produkty mlekozastępcze
  - V 06 DX – Inne połączenia składników odżywczych

## V 07 –Pozostałe produkty nieterapeutyczne
- V 07 A – Pozostałe produkty nieterapeutyczne
  - V 07 AA – Gipsy
  - V 07 AB – Rozpuszczalniki i roztwory do rozcieńczania, z roztworami do irygacji włącznie
  - V 07 AC – Produkty pomocnicze używane przy transfuzjach krwi
  - V 07 AD – Produkty pomocnicze używane przy badaniach krwi
  - V 07 AN – Produkty używane przy nietrzymaniu moczu lub kału
  - V 07 AR – Dyski i tabletki używane w testach wrażliwości
  - V 07 AS – Produkty używane przy stomiach
  - V 07 AT – Kosmetyki
  - V 07 AV – Techniczne środki dezynfekujące
  - V 07 AX – Środki myjące itp.
  - V 07 AY – Inne produkty pomocniczne nieterapeutyczne
  - V 07 AZ – Chemikalia i reagenty do analiz medycznych

## V 08 –Środki cieniujące
- V 08 A – Jodowane środki cieniujące do badania RTG
  - V 08 AA – Środki cieniujące rozpuszczalne w wodzie, wydalane przez nerki, o dużej osmolarności
  - V 08 AB – Środki cieniujące rozpuszczalne w wodzie, wydalane przez nerki, o małej osmolarności
  - V 08 AC – Środki cieniujące rozpuszczalne w wodzie, wydalane z żółcią
  - V 08 AD – Środki cieniujące nierozpuszczalne w wodzie
- V 08 B – Niejodowane środki cieniujące do badania RTG
  - V 08 BA – Środki zawierające siarczan baru
- V 08 C – Środki cieniujące do MRI
  - V 08 CA – Środki cieniujące paramagnetyczne
  - V 08 CB – Środki cieniujące superparamagnetyczne
  - V 08 CX – Inne
- V 08 D – Środki cieniujące do badania USG
  - V 08 DA – Środki cieniujące do badania USG

## V 09 –Diagnostyczne środki radiofarmaceutyczne
- V 09 A – Ośrodkowy układ nerwowy
  - V 09 AA – Preparaty technetu (99mTc)
  - V 09 AB – Preparaty jodu (123I)
  - V 09 AX – Inne
- V 09 B – Układ szkieletowy
  - V 09 BA – Preparaty technetu (99mTc)
- V 09 C – Układ moczowy
  - V 09 CA – Preparaty technetu (99mTc)
  - V 09 CX – Inne
- V 09 D – Wątroba i układ siateczkowo-śródbłonkowy
  - V 09 DA – Preparaty technetu (99mTc)
  - V 09 DB – Preparaty technetu (99mTc) w postaci koloidów
  - V 09 DX – Inne
- V 09 E – Układ oddechowy
  - V 09 EA – Preparaty technetu (99mTc) do inhalacji
  - V 09 EB – Preparaty technetu (99mTc) w postaci koloidów do iniekcji
  - V 09 EX – Inne
- V 09 F – Gruczoł tarczowy
  - V 09 FA – Różne diagnostyczne środki radiofarmaceutyczne
- V 09 G – Układ sercowo-naczyniowy
  - V 09 GA – Preparaty technetu (99mTc)
  - V 09 GB – Preparaty jodu (125I)
  - V 09 GX – Inne
- V 09 H – Wykrywanie stanów zapalnych i zakażeń
  - V 09 HA – Preparaty technetu (99mTc)
  - V 09 HB – Preparaty indu (111In)
  - V 09 HX – Inne
- V 09 I – Diagnostyka nowotworów
  - V 09 IA – Preparaty technetu (99mTc)
  - V 09 IB – Preparaty indu (111In)
  - V 09 IX – Inne
- V 09 X – Inne radiofarmaceutyczne środki diagnostyczne
  - V 09 XA – Preparaty jodu (131I)
  - V 09 XX – Inne

## V 10 –Środki radiofarmaceutyczne stosowane w leczeniu
- V 10 A – Leki przeciwzapalne
  - V 10 AA – Preparaty itru (90Y)
  - V 10 AX – Inne
- V 10 B – Łagodzenie dolegliwości bólowych (leki gromadzące się w kościach)
  - V 10 BA – Różne radiofarmaceutyki stosowane w leczeniu paliatywnym
- V 10 X – Inne środki radiofarmaceutyczne
  - V 10 XA – Preparaty jodu (131I)
  - V 10 XX – Inne